# Metaratings
Metaratings.ru (o Metaratings) es un sitio deportivo sobre casas de apuestas, pronósticos deportivos y apuestas en inglés y ruso con sede en Moscú, Rusia. Premio Sitio Web de Oro 2020.

## Historia
En línea desde el 24 de diciembre de 2018. Redactor jefe: Sergey Bregovsky. Versiones regionales: Bielorrusia, Rusia (metaratings.ru), Estados Unidos, Tayikistán, Uzbekistán, Ucrania (meta-ratings.com.ua).
Se especializan en fútbol, hockey, esports. Según un estudio del líder en análisis de medios de comunicación Medialogia, Metaratings ocupa el 10º lugar en el top 20 de los medios de comunicación deportivos más cotizados en 2020.

## Premios
Premio Sitio Web de Oro 2020 - premio especial en la categoría de "Sitio Web de Startup".